# گائشت
شهر گائشت (به رومانیایی: Găeşti) در شهرستان دمبوویتس در کشور رومانی واقع شده‌است. جمعیت این شهر ۱۶٬۵۹۸ نفر  است.